# Hrabstwo Perry (Kentucky)
Hrabstwo Perry – hrabstwo w USA, w stanie Kentucky. Według danych z 2010 roku, hrabstwo zamieszkiwały 28712 osoby. Siedzibą hrabstwa jest Hazard.

## Miasta
- Buckhorn
- Hazard
- Vicco

## CDP
- Diablock
- Jeff